# Damüls
Damüls è un comune austriaco di 303 abitanti nel distretto di Bregenz, nel Vorarlberg. Stazione sciistica specializzata nello sci alpino, ha ospitato tra l'altro varie tappe della Coppa Europa e i Campionati austriaci nel 1998 e nel 2001.